# Preobrazhénskaya (Volgogrado)
Preobrazhénskaya (ruso: Преображе́нская) es un asentamiento rural y stanitsa de Rusia, capital del raión de Kikvidze en la óblast de Volgogrado.
En 2021, el territorio del asentamiento tenía una población de 5173 habitantes, de los cuales 4889 vivían en la propia stanitsa y el resto en dos pedanías: los jutorá de Shiriáyevski y Lestiujin.
Se ubica a orillas del río Buzuluk, a medio camino entre Novoánninski y Yelán sobre la carretera 18K-6.

## Historia
Fue fundado en 1851 como una stanitsa de los cosacos del Don. Desde sus orígenes formó parte de las tierras del Voisko del Don. A principios del siglo XX ya tenía unos tres mil habitantes. Adoptó el estatus de capital distrital en 1928, cuando se definieron los raiones del krai del Bajo Volga. Para entonces, la zona era conocida por ser el lugar donde había muerto en combate en 1919 el militar georgiano Vasili Kikvidze, destacado líder del Ejército Rojo en la zona durante la guerra civil rusa, que en aquel momento tenía veintitrés años y se hallaba al frente de una división de fusileros. Debido a la fama que adquirió este militar, en 1936 la stanitsa y el raión pasaron a denominarse "Kikvidze". En 1960, Kikvidze integró en su casco urbano algunas localidades rurales vecinas, y el nuevo núcleo fusionado adoptó el estatus de asentamiento de tipo urbano. Tras la disolución de la Unión Soviética, en 1998 recuperó su topónimo original, aunque al mismo tiempo volvió a considerarse una localidad rural; sin embargo, el raión conserva el topónimo "Kikvidze".